# Histoire de l'escrime
 (avril 2008).
Si vous disposez d'ouvrages ou d'articles de référence ou si vous connaissez des sites web de qualité traitant du thème abordé ici, merci de compléter l'article en donnant les références utiles à sa vérifiabilité et en les liant à la section « Notes et références ».

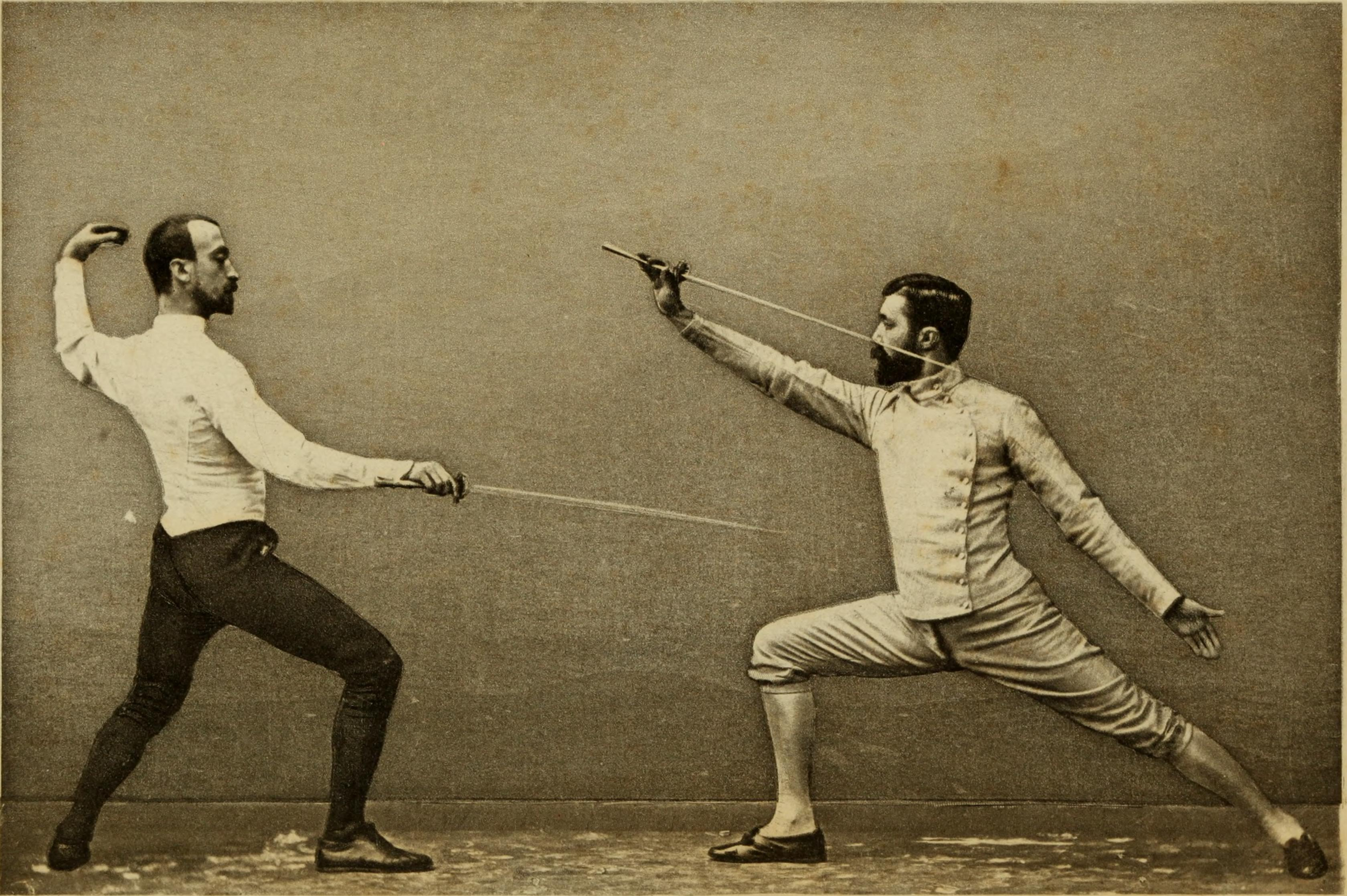
Un duel en 1890.

L'histoire de l'escrime a commencé avec celle de l'humanité ou presque. Dès que l'Homme a su travailler le bois puis le fer, il a fabriqué des armes pour se défendre et survivre. Il a été dans l'obligation de compenser son infériorité physique avec des armes qui lui servirent à se défendre des animaux, puis, très vite, à régler des querelles particulières ou entre tribus. En Occident, « l'art de se défendre avec une arme blanche » recouvre pour beaucoup l'histoire des arts martiaux en Europe; il a progressivement évolué, depuis le Moyen Âge où apparaissent les premiers traités  d'enseignement, d'une pratique aristocratique et militaire à un sport de combat olympique au XXIe siècle. 

## Origines de l'escrime: les temps anciens

### Antiquité

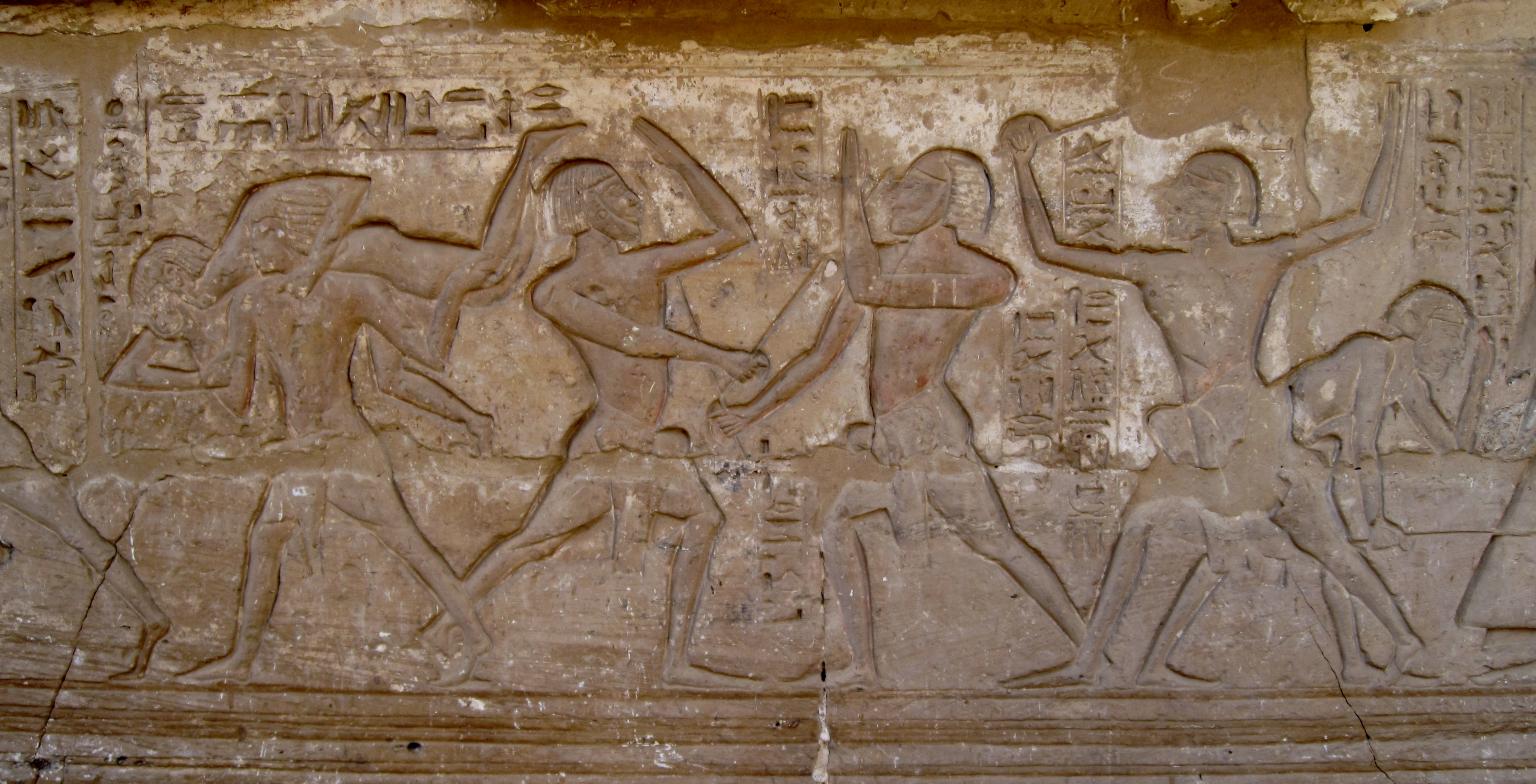
Bas-relief du temple de Médinet Habou à Louxor (1190 av. J.-C.).

La plus ancienne description d'une compétition d'escrime est un bas-relief du temple de Médinet Habou, près de Louxor en Égypte, construit par Ramsès III en 1190 av. J.-C. Les armes sont mouchetées, un bouclier attaché au bras gauche sert à parer, les escrimeurs sont protégés par un masque, une mentonnière et une protection pour les oreilles. Le vainqueur salue de son arme et de la main le pharaon qu’accompagne sa suite. Un scribe note sur un papyrus les résultats de la compétition,.
Ce sont les Grecs anciens qui, les premiers, proclament que le soldat n'est pas celui qui possède une arme mais qui sait manier cette arme. Dans les sociétés antérieures à la Grèce antique (Égypte ancienne, Sumer, Hittites…), il n'y a pas de trace d'un apprentissage de l'épée assez développé pour mettre en évidence l'existence de maîtres d'armes professionnels et d'académies d'armes (selon le terme moderne). On ne peut donc pas considérer que le fait d'utiliser une arme blanche sur un champ de bataille soit suffisante pour permettre l'élaboration de la technique et du corpus de valeurs nécessaires à l'apparition de l'escrime en tant que discipline à part entière.
Pendant le Siècle de Périclès et jusqu'à la période hellénistique se répandent dans le monde grec des maîtres d'armes de métier qui font le plus souvent partie du personnel chargé de l'éducation des enfants des citoyens (tout comme le pédagogue, le musicien et le gymnaste). La différence du "maître d'armes" grec (dit "hoplomacheute") avec les autres instructeurs est qu'il n'est pas esclave mais homme libre qui monnaye ses services. Ce qui rend son savoir uniquement accessible aux familles aristocratiques ou aisées. L'un des exemples les plus connus de ce genre eut lieu à la cour de Syracuse, où les tyrans de la ville, Denys l'Ancien et Denys le Jeune, avaient leur maître d'armes personnel qui les entraînait autant que faire se peut dans les appartements du palais.
"L'escrime" grecque se résume à peu de choses, en fait : on utilise un glaive en bronze nommé xiphos, qui ressemble plus à un long poignard qu'à une épée au sens où nous l'entendons aujourd'hui. C'est une arme essentiellement d'estoc. Elle n'est utilisée que rarement, dans les combats au corps à corps : le guerrier grec (dit "hoplite") préfère de loin se servir d'une lance (dit to hoplon, en grec, qui signifie aussi "l'arme" sans précision). L'hoplite se bat d'abord avec sa lance (également à usage de javelot), puis, si celle-ci est brisée ou que l'ennemi se rapproche lors d'un combat singulier ou dans une mêlée au cœur de la bataille, il jette sa lance à terre et dégaine son glaive pour se débarrasser de son adversaire au plus vite. Le glaive est donc beaucoup plus un poignard ou un coutelas ayant pour but de se débarrasser de l'ennemi ou de l'achever rapidement. 
Rome va faire du glaive l'armement principal de ses légions. Finis les hoplites grecs et les phalanges macédoniennes, le légionnaire est un soldat discipliné, calme, rationnel (et même professionnel) qui sort son glaive d'un geste vif pour transpercer d'un seul coup l'adversaire qui se précipite sur lui. Interdiction formelle est faite de donner des coups de taille, sauf en cas d'absolue nécessité : les stratèges romains savent que le coup d'estoc est bien plus meurtrier. On est loin de l'art de la « conversation » d'aujourd'hui : il faut tuer vite et sûrement en faisant le moins de gestes possibles.
La plupart des peuples dit "Barbares" utilisent des armes de même style ou légèrement plus longues avec un maniement similaire mais plus désordonné et moins efficace que celui des Romains. Seuls les Celtes se distinguent : ils frappent de taille avec de véritables épées (avoisinant le mètre de longueur) en fer, métal bien plus solide que le bronze des Méditerranéens. Cette supériorité technologique des Celtes sur leurs voisins plus ou moins proches leur permet tout d'abord de mener une politique agressive (sac de Rome par Brennus en 390-388 av. J.-C.) puis de se défendre longtemps avec succès contre les envahisseurs. Cependant, si les Gaulois ont les meilleures armes et une réputation de force et de bravoure incontestée, leur manque de discipline et de stratégie est un mal récurrent chez eux qui causera leur perte à Alésia.
Après la conquête de la Gaule et l'avènement de la Pax Romana, l'évolution de l'armement et de son maniement sont quasiment inexistants pendant deux siècles. En effet, sans ennemi à affronter, il n'était pas nécessaire de chercher à transformer les méthodes de combat.
Le glaive romain va peu à peu s'allonger au fur et à mesure de l'affaiblissement de l'empire et des Invasions barbares. En effet, on incorpore de plus en plus dans les armées romaines des mercenaires venus du Nord, souvent des Germains, adeptes du même genre d'épées que les anciens Celtes. De plus, l'extrémité de la lame s'arrondit progressivement et l'estoc perd son ancienne importance, notamment dans la cavalerie (en plein développement aux IVe et Ve siècles de notre ère) où une nouvelle arme, la spatha, sorte d'épée assez longue spécialisée dans les coups de taille donnés à des fantassins pour un cavalier juché en haut d'un cheval.
Dans l'anarchie et la décadence qui caractérise la fin de l'Empire romain d'Occident, l'armée régulière entre en déliquescence et ne s'adapte plus aux changements de l'armement. On adopte de plus en plus les armes des peuples germaniques et des autres barbares : l'armure du légionnaire devient de plus en plus lourde et sophistiquée. À Byzance, dans l'empire d'Orient, l'influence orientale (et surtout de leurs ennemis de toujours, les Perses Sassanides) est décisive dans la formation d'une nouvelle unité de cavalerie redoutable et munie d'un nouvel arsenal militaire, les fameux cataphractes. Dans l'Occident latin, les Francs, les Angles, les Goths et les Saxons imposent l'usage d'épées de taille et de boucliers ronds propices à des combats plus longs, plus élaborés et moins meurtriers que le glaive romain.

### De la chute de l’Empire romain d’Occident (476) à l’avènement d’Hugues Capet (987)
Ce ne sont pas des considérations esthétiques ou morales qui ont permis la domination de l'épée longue frappant de taille pendant le millénaire qui va suivre. Face à un soldat de mieux en mieux protégé par des cuirasses de cuir bouilli puis d'acier, des boucliers de bois ou de métal, et surtout par la généralisation de la cotte de mailles, son adversaire doit privilégier des coups puissants propres à disloquer une armure : la taille est donc de mise dans les tumultueuses et nombreuses guerres du Haut Moyen Âge, sous les Mérovingiens et les Carolingiens.
Dans cette période troublée, l'épée devient la compagne la plus sûre de tout homme désirant survivre à un voyage ou à un pillage. Les VIe et VIIe siècles de notre ère sont des époques propices aux exploits individuels, qui seront loués et perpétués par les chanteurs et poéteurs itinérants. C'est le temps du roi Arthur, des chevaliers de la Table ronde, de Tristan et Iseult... La place centrale de l'épée, arme du preux, dans cette société médiévale mais pas encore féodale est illustrée par la gloire de certaines armes dont le nom est parvenu jusqu'à nous : qui ne connaît pas Excalibur, dans la saga arthurienne, ou encore Joyeuse, l'épée de Charlemagne ?
Les Francs, après avoir conquis la Gaule et « fusionné » en quelque sorte avec la population locale, sont en pleine expansion malgré de vives querelles politiques internes qui les divisent (luttes de pouvoir entre Mérovingiens. Le Royaume des Francs naissant est repris en main par Pépin le Bref et ses descendants, les Carolingiens, dont le membre le plus illustre, Charlemagne, unira sous son sceptre ce qui deviendra bien des siècles plus tard la France, l'Allemagne, la Belgique, le Luxembourg, les Pays-Bas, l'Italie et la Catalogne. Ces succès militaires furent possibles grâce à la valeur des Francs mais aussi grâce à leur supériorité technologique : ils utilisent, outre la francisque, des épées de taille, en acier, d'un peu moins d'un mètre de long (encore très proche de la spatha romaine) mais dont la pointe est de plus en plus émoussée. En ce qui concerne les armures, la broigne franque est tellement efficace que Charlemagne en fait interdire l'exportation en dehors des frontières de son empire. Il ne faut pas prendre le risque de vendre une telle protection à des ennemis potentiels.
Tandis que sur le continent tout plie face à la puissance franque, deux pays marqués par une évolution différente de l'armement subissent des invasions qui changeront irrémédiablement leur histoire : la Grande-Bretagne et l'Espagne. Dans les îles britanniques, la longue lutte désespérée des Bretons pour repousser les envahisseurs saxons se solde par la défaite et l'exil en Armorique. La future Angleterre connaît un "Âge sombre" qui prendra fin avec l'arrivée de Guillaume le Conquérant en 1066. La péninsule ibérique est quant à elle conquise en un temps record par les Musulmans qui utilisent non pas des épées mais des cimeterres.
Nulle trace d'une quelconque équivalence des hoplomacheutes grecs ou des instructeurs romains de jadis : c'est le père qui apprend à son fils à manier l'épée, souvent dans la résidence seigneuriale. De plus, la féodalité naissante réduit sévèrement le nombre de personnes autorisées et aptes à porter l'épée, arme par excellence du chevalier. Au fur et à mesure des années la société se fait moins perméable à l'ascension sociale et les différents ordres commencent à se distinguer sous le règne des premiers Capétiens, notamment la noblesse, l'ordre de ceux qui combattent.

### La féodalité, la chevalerie et les croisades

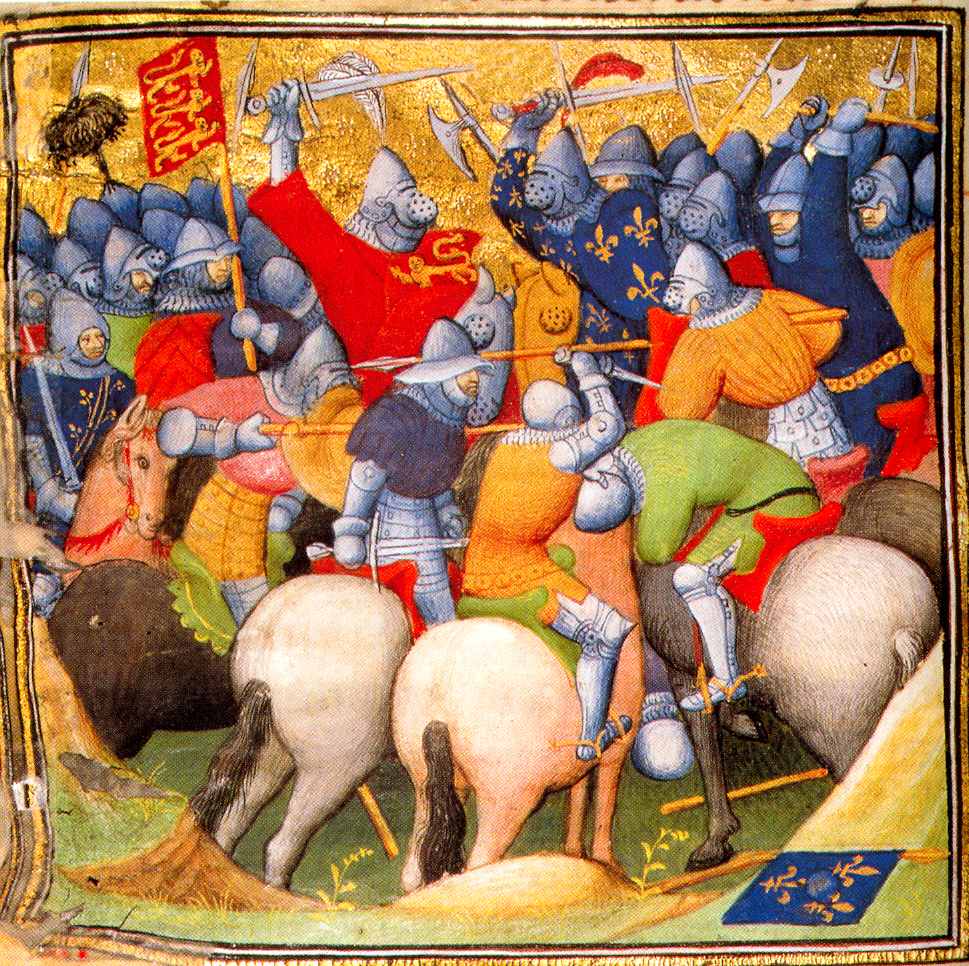
Bataille de Crécy (1346) illustration tirée des Chroniques de Jean Froissart

La féodalité a pour conséquence directe de rigidifier la société du Moyen Âge et de mettre un frein à l'ascension sociale. Elle répond à un affaiblissement du pouvoir central, à la suite de l'anarchie et de l'insécurité dues en grande partie aux invasions vikings. Face à l'incapacité du souverain à mettre un terme aux troubles, le pouvoir des anciens fonctionnaires royaux (ducs et comtes), devenus des seigneurs héréditaires par capitulaire de Charles le Chauve, s'est considérablement renforcé et l'autorité s'est morcelé dans chaque village capable d'accueillir une palissade de bois doublée d'une tour en torchis (ce à quoi se résume le château fort à l'époque). Les petits barons et châtelains apparaissent et s'assurent la mainmise sur l'art de manier l'épée. La situation va progressivement se rétablir durant le XIe siècle, au point d'atteindre une prospérité économique parallèle au renouveau clunisien sur le plan intellectuel et spirituel.
Le dynamisme et la jeunesse de la Chrétienté va lui permettre de se lancer à corps perdu dans l'épopée sanglante des Croisades. En Terre sainte et au Levant, confrontés à des ennemis munis de sabres et combattant dans le désert à dos de chameaux, les chevaliers croisés vont s'adapter à de nouvelles conditions de combats : l'armure et la cotte de mailles sont allégées et raccourcies, l'épée est allongée et retrouve une pointe capable de porter un coup d'estoc...
En Europe même, les combats incessants entre Plantagenêts et Capétiens provoquent une course aux armements : apparition de l'arbalète, des trébuchets puis, peu avant la Guerre de Cent Ans, de la bombarde, canon primitif. À l'inverse des croisés d'outre-mer, l'armure se renforce pour contrer ces nouvelles armes meurtrières et mortelles : apparition des loricas, des cottes de plates (bien plus résistantes mais aussi plus lourdes et plus rigides), du grand heaume de combat qui se perfectionne en bassinet... Cependant, cette amélioration de la cuirasse n'est accessible qu'aux plus riches. C'est pourquoi l'épée s'adapte de nouveau: elle s'allonge énormément, atteignant parfois 1,50 m ou plus de longueur, ce qui nécessite de la tenir à deux mains : les coups de taille deviennent donc beaucoup plus puissants et redoutables. Quant à la pointe, elle retrouve un piquant digne de ce nom et permet d'embrocher quiconque s'approcherait de face d'un épéiste à deux mains.
Le code chevaleresque et toutes les valeurs qu'il diffuse met en avant le rôle de l'épée, fidèle compagne du chevalier tout au long de sa vie. On prend l'habitude de nommer les épées, on les fait même bénir avant un combat puisque c'est par le fer que, selon la tradition, Dieu tranchera en faveur de l'un ou de l'autre des combattants.

## Moyen Âge: les premiers "maistres d'armoys"

### De taille: épée longue et large

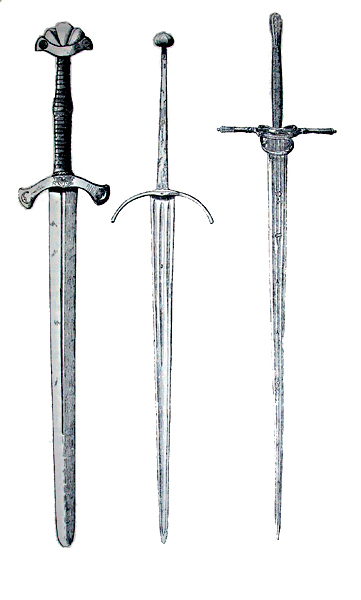
Épées du Moyen Âge

C'est durant le siècle de Saint Louis qu'apparaissent dans les écrits les premiers maîtres d'armes professionnels. On reconnaît que manier l'épée nécessite un enseignement à la fois théorique et pratique, et cet enseignement est recherché par la noblesse, qui risque fréquemment sa vie sur le champ de bataille, et qui est la seule à pouvoir prétendre à la possession d'une belle épée de qualité. On cherche également à acquérir le maniement des armes à cause du développement de l'ordalie, sorte de duel judiciaire médiéval : tout à fait légal et même d'usage courant, ce duel « officiel » est requis dans les affaires où les juges n'ont pu déterminer la culpabilité ou l'innocence des parties. Il s'agit de faire appel au jugement de Dieu, puisque les hommes n'en ont pas été capables. Chaque partie choisit alors un champion (qui peut être, selon les cas, le plaignant et l'accusé eux-mêmes) et le combat qui suit dure généralement jusqu'au premier sang ou jusqu'à ce que mort s'ensuive (selon la gravité des crimes ou délits reprochés). Dieu, par le choix du vainqueur de l'ordalie, est censé montrer ostensiblement qui a raison et qui a tort. On devinera aisément qu'une bonne maîtrise des armes pouvait souvent influencer le choix divin…
Au même moment, les écoles d'escrime attirent la frange criminelle de la société cherchant à maîtriser l'usage des armes. Le seul moyen pour la société de s'attaquer à ce problème est de rendre ces écoles illégales. Par exemple, en 1286, à Londres, le roi Édouard Ier émet un édit interdisant l'enseignement des techniques d'escrime. Malgré de tels décrets, les écoles d'escrime fleurissent.
L'escrime médiévale étonne surtout par la richesse de son répertoire, contrairement aux idées reçues qui ne laissent place dans l'imaginaire contemporain qu'à des épées énormes et des boucliers lourds et encombrants en acier. On y pratique quasiment toutes les armes blanches et contondantes possibles : l'épée, la masse, le marteau de guerre, la lance, la hache, la dague et le poignard, entre autres. La maîtrise de toutes ces armes découle directement d'une pratique de l'escrime quasi exclusivement sur les champs de bataille. Toujours à l'opposé des idées reçues, le guerrier médiéval est assez rapide (cette qualité a toujours été à la base de l'escrime) et beaucoup plus libre de ses mouvements qu'on ne le pense : il n'est pas encore enfermé dans ces carcans d'acier qui caractériseront les rêveries chevaleresques du début de la Renaissance. Il s'agit d'être capable d'attaquer vite l'ennemi avec tout ce qu'on peut avoir sous la main. Dans le tumulte des guerres des XIVe et XVe siècles, il est primordial de savoir se battre avec n'importe quoi. Et aussi de savoir se défendre contre n'importe quoi.
L'escrime médiévale s'illustre également par la panoplie de défenses qu'elle instaure sur la personne du combattant : boucliers, cuirasses, armures et ses composants (haubert, cotte de mailles, plastron…), gantelets, jambières, chausses renforcées, heaume enfin. À l'origine, la plupart de ces moyens de défense étaient en cuir bouilli, auquel on a progressivement ajouté des éléments ferreux, pour finalement aboutir à des armures intégralement constituées d'acier, à la toute fin du Moyen Âge et au début de la Renaissance.
Cependant, cette grande variété a tout de même ses limites : l'arme qui était toujours à la base de l'enseignement était la fameuse épée. Elle était à la fois la base commune à tous mais aussi le pinacle de l'escrime médiévale et la plus estimée des armes de cette époque. Le moyen de défense le plus utilisé pour l'entraînement était la bocle, sorte de petit bouclier de poing, léger et résistant.

### LesFechtbüchergermaniques, les maîtres italiens et lesfencing schoold’Angleterre

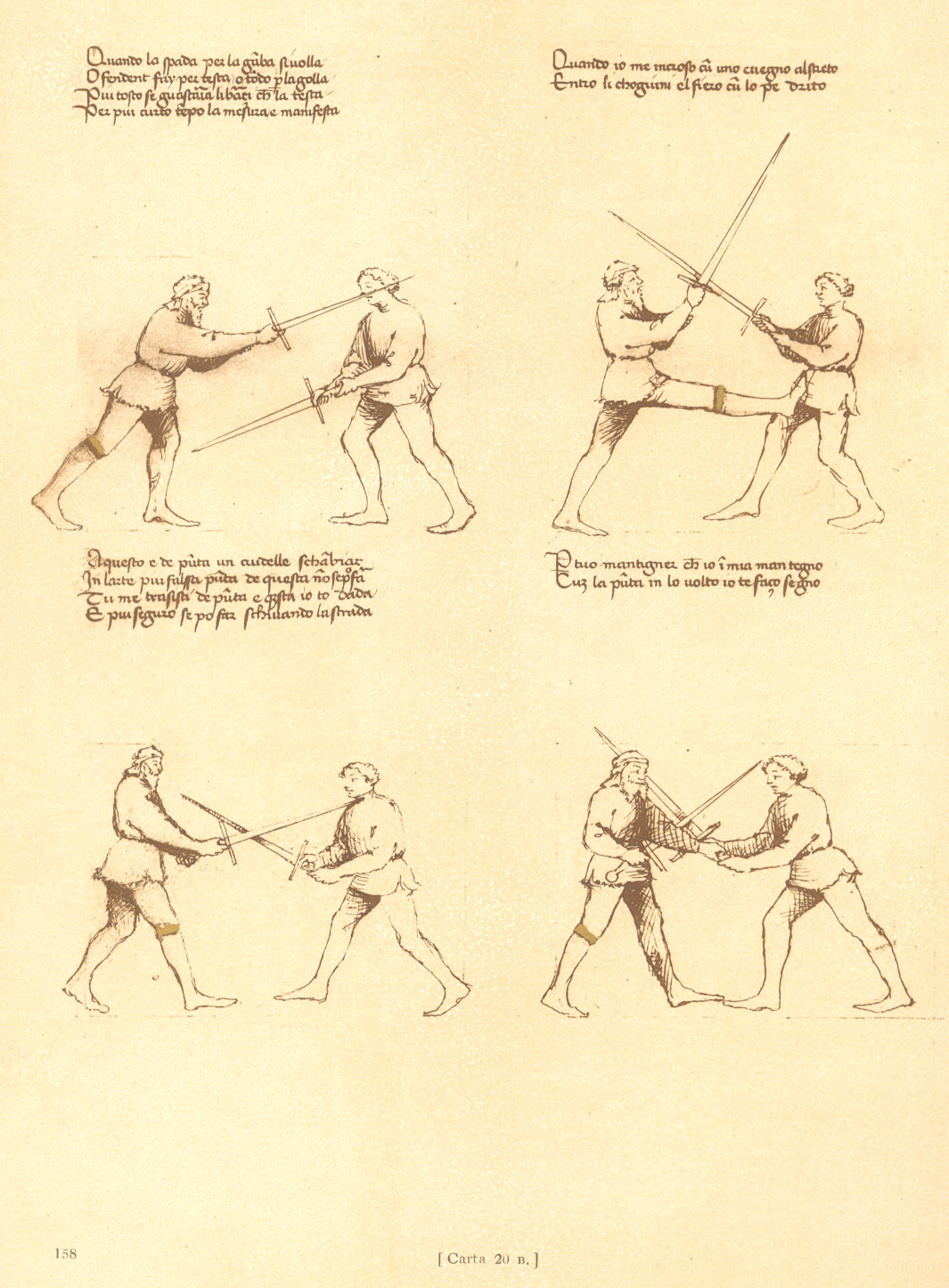
Le Fior di Battaglia de Fiore dei Liberi (1409).

Des Fechtbücher (Traités d'escrime, en allemand) ont été écrits du XIVe et XVIe siècles par plusieurs maîtres germaniques ; les plus célèbres sont Johannes Liechtenauer, le maître incontesté du XIVe siècle, et Hans Talhoffer, maître suisse au XVe siècle. Des écoles de maniement des armes, privées en relations plus ou moins constantes les unes avec les autres, apparaissent çà et là dans le Saint-Empire romain germanique : à Zurich, à Bâle, à Ratisbonne, et dans un grand nombre de villes libres d'Allemagne. On y enseigne l'escrime médiévale classique.
C'est en Italie que de nouveaux maîtres, inventifs et avant-gardistes, font leur apparition dans la pré-Renaissance au tournant des XIVe et XVe siècles : notamment le célèbre Fiore dei Liberi (1350-1420), courtisan du duc d'Este. Fiore dei Liberi publie en 1410 un traité d'escrime qui va progressivement uniformiser à l'échelle européenne le maniement des armes : il s'agit de son unique œuvre, le Flos Duellatorum. Il est considéré comme le fondateur de l'école italienne.
En Angleterre au XIVe siècle, sous le règne d'Édouard III, la création de confréries d'archers maniant l'arc long avaient été fortement encouragées par le pouvoir : le but était de pouvoir compter sur des archers nombreux et expérimentés dans la guerre qui s'annonçait avec la France. Mais après la défaite anglaise à Castillon qui met fin à la guerre de Cent Ans en 1453, le pays sombre dans une dramatique guerre civile : la guerre des Deux-Roses. Pour se défendre contre une insécurité montante, de nombreuses écoles d'escrime (fencing school en anglais) ouvrent leurs portes de façon plus ou moins clandestines aux jeunes hommes d'Angleterre. Le fonctionnement de ces fencing schools est resté de nos jours assez obscur, car la plupart d'entre elles avaient mauvaise réputation et passaient pour former des brigands et des jeunes gens sans scrupules au maniement des armes.

## XVesiècleet Renaissance: la rapière

### La rapière et l'essor des écoles espagnoles et italiennes

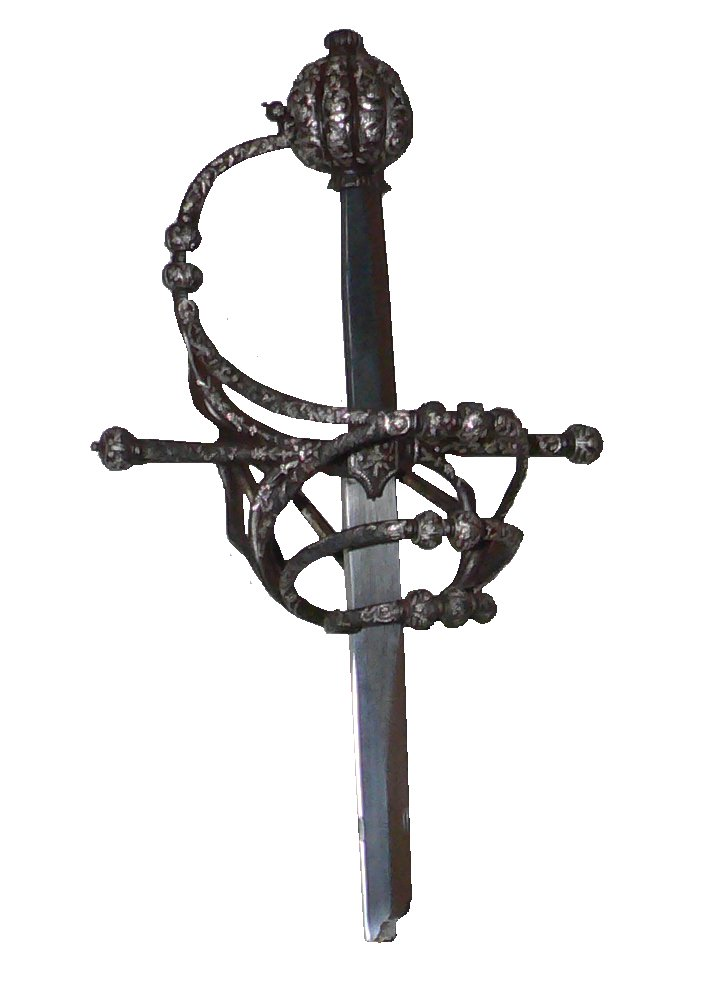
Garde de rapière damasquinée en argent, entre 1580 et 1600. Lame factice.

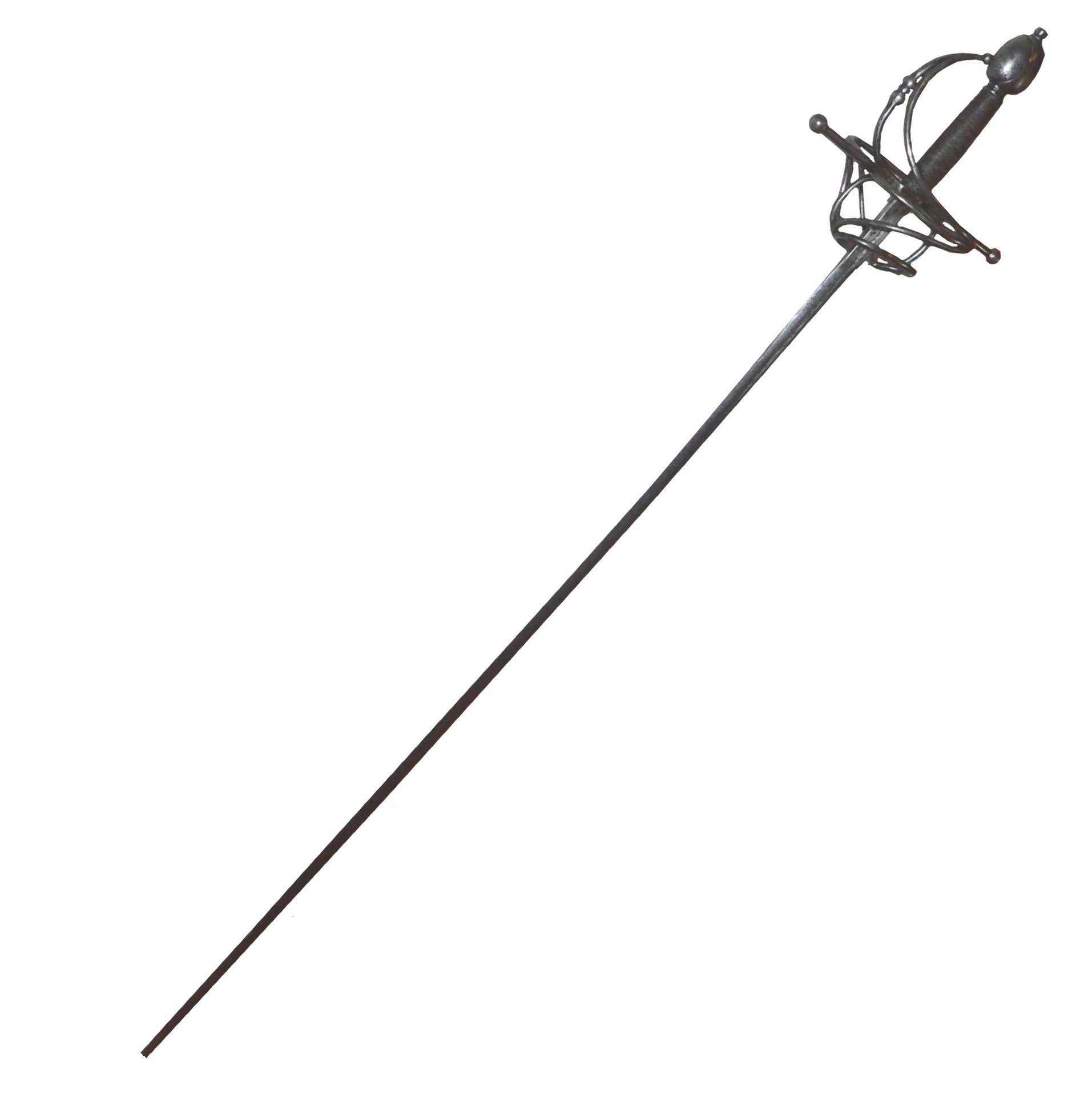
Rapière, première moitié du XVIIe siècle.

L'escrime connaît sa première révolution avec l'invention de la rapière. Cette arme, exceptionnelle pour son époque à tous les points de vue, va complètement transformer l'approche de la discipline. C'est le premier pas vers une escrime de loisir : il s'agit des premiers concours et compétitions d'escrime, qui prennent la suite des anciens tournois pour une noblesse qui voit les derniers feux de la chevalerie.
Le duel est interdit officiellement pour la première fois sous le règne de la monarchie catholique espagnole, par un décret de la ville de Tolède en 1480. Curieusement, le premier livre sur l'escrime est publié peu auparavant. Le Traité sur les armes, de Diego de Valera, écrit entre 1458 et 1471, marque la naissance de l'escrime en tant qu'art scientifique. Quelques années plus tard, au moment où l'Espagne est la première puissance de l'Europe, les armées espagnoles répandent l'escrime à l'étranger et particulièrement au sud de l'Italie. À cette époque, l'escrime se développe également au nord de l'Italie où elle est étudiée à côté du droit dans les universités. De tels centres culturels, comme Bologne ou Venise, attirent des étudiants de toutes les nations européennes. En particulier, le style d'escrime pratiqué dans la ville de Bologne a eu une influence fondamentale sur l'escrime pratiquée en Europe au début du XVIe siècle.
La rapière apparaît en Espagne vers 1470. Son nom est un dérivé de l'espagnol espada ropera, c'est-à-dire "épée que l'on porte avec ses vêtements" : plus simplement, il s'agit de la première épée de ville. Son apparition est similaire à un besoin général de porter sur soi en permanence une arme pour se défendre dans un début de XVe siècle dangereux : les meurtres politiques (par exemple l'assassinat de Louis d'Orléans en France), les guerres civiles (Armagnacs et Bourguignons en France, guerre des Deux-Roses en Angleterre, luttes intestines à Florence, Gênes et Milan pour l'Italie, etc.). Les temps sont troubles, l'Occident entre dans la phase de transition qui va l'amener un siècle plus tard vers la Renaissance. Ce phénomène engendre la formation un peu partout, de façon sporadique, l'allègement de certaines épées, la création de longs poignards, etc. qui peuvent se dissimuler dans les vêtements ou du moins être portés sans grande gêne. À l'époque, cette « proto-rapière » ne diffère encore guère de la massive épée médiévale, si ce n'est par son poids : elle est déjà plus légère. Durant le XVe siècle, la rapière, dont l'usage se répand en Méditerranée, est notamment exportée en Italie. Les maîtres italiens connaissent l'arme mais pas son maniement : ils réinventent complètement, de leur côté, la façon d'utiliser la rapière selon l'essai de Camille Agrippa. Elle s'allonge (1,10 m), sa pointe s'affine et sa lame s'étrécit. Arme polyvalente, elle permet avec autant d'aisance de porter des coups d'estoc et de taille.
La rapière, en fait, répond à l'apparition des armes à feu. Ces dernières ayant provoqué la disparition progressive des armures, qui ne peuvent les contrer, les armes blanches peuvent aussi s'affiner et préférer la finesse et la rapidité  à la force brutale. Son usage se répand progressivement dans toute l'Europe de l'Ouest : dans les années 1490-1500, elle arrive en France à la suite des guerres d'Italie qui ont également amené la Renaissance dans ce même pays ; elle apparaît en Angleterre et en Allemagne vers 1515.
Tandis que les nations du Nord de l'Europe apprennent à manier cette nouvelle arme, les écoles italiennes (en) et espagnoles se sont déjà solidement établies et prospèrent : il en résulte des modifications légères de la rapière selon les pays, surtout au niveau de la garde et du pommeau. Par exemple, la rapière italienne adopte une garde toute de finesse et d'entrelacs de métal qui épouse la main du combattant, tandis que la rapière espagnole protège intégralement la poigne grâce à une coque de métal plein dite garde en demi-panier.
La rapière va dominer de façon quasi exclusive l'escrime européenne jusqu'au Grand Siècle.

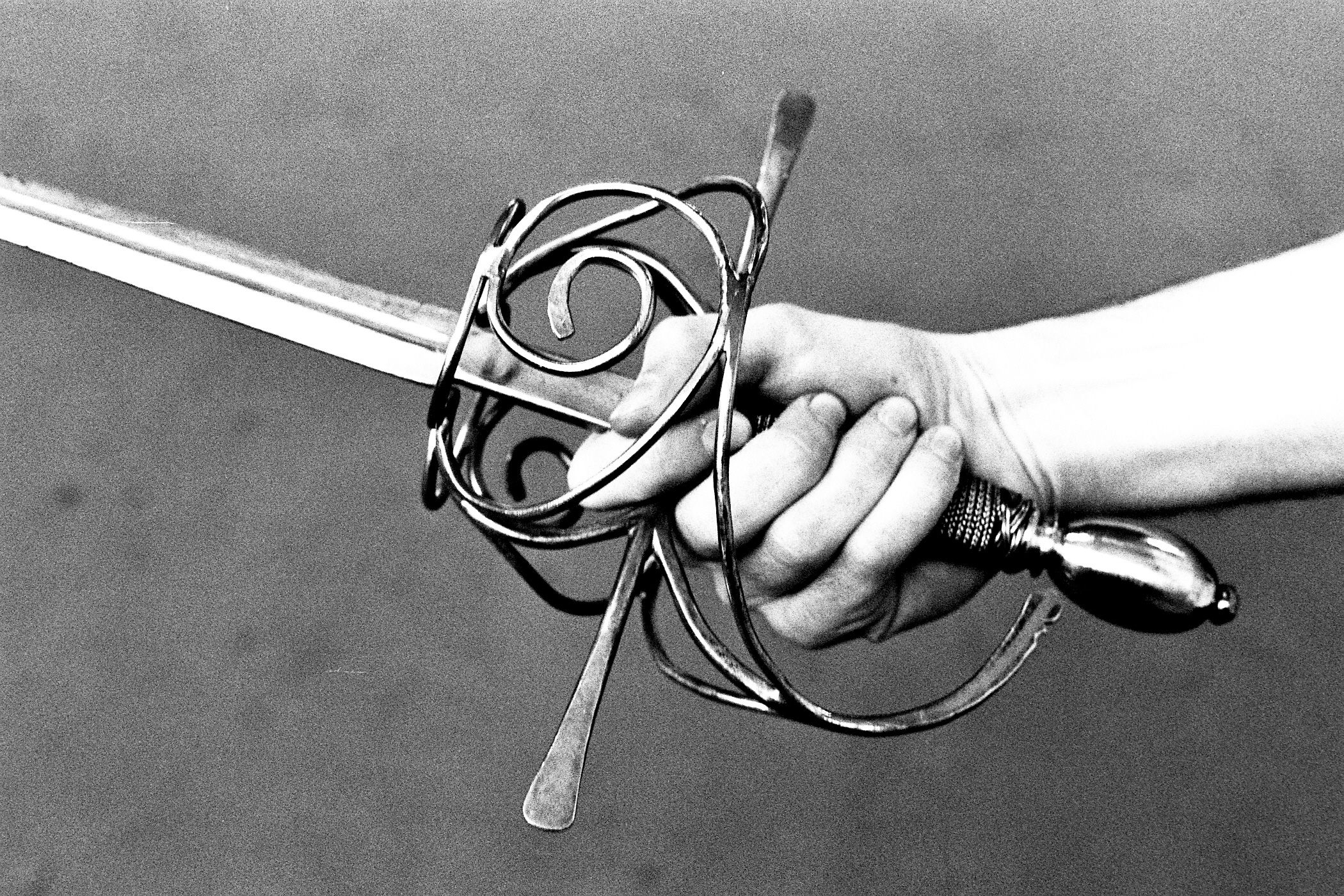
Garde italienne
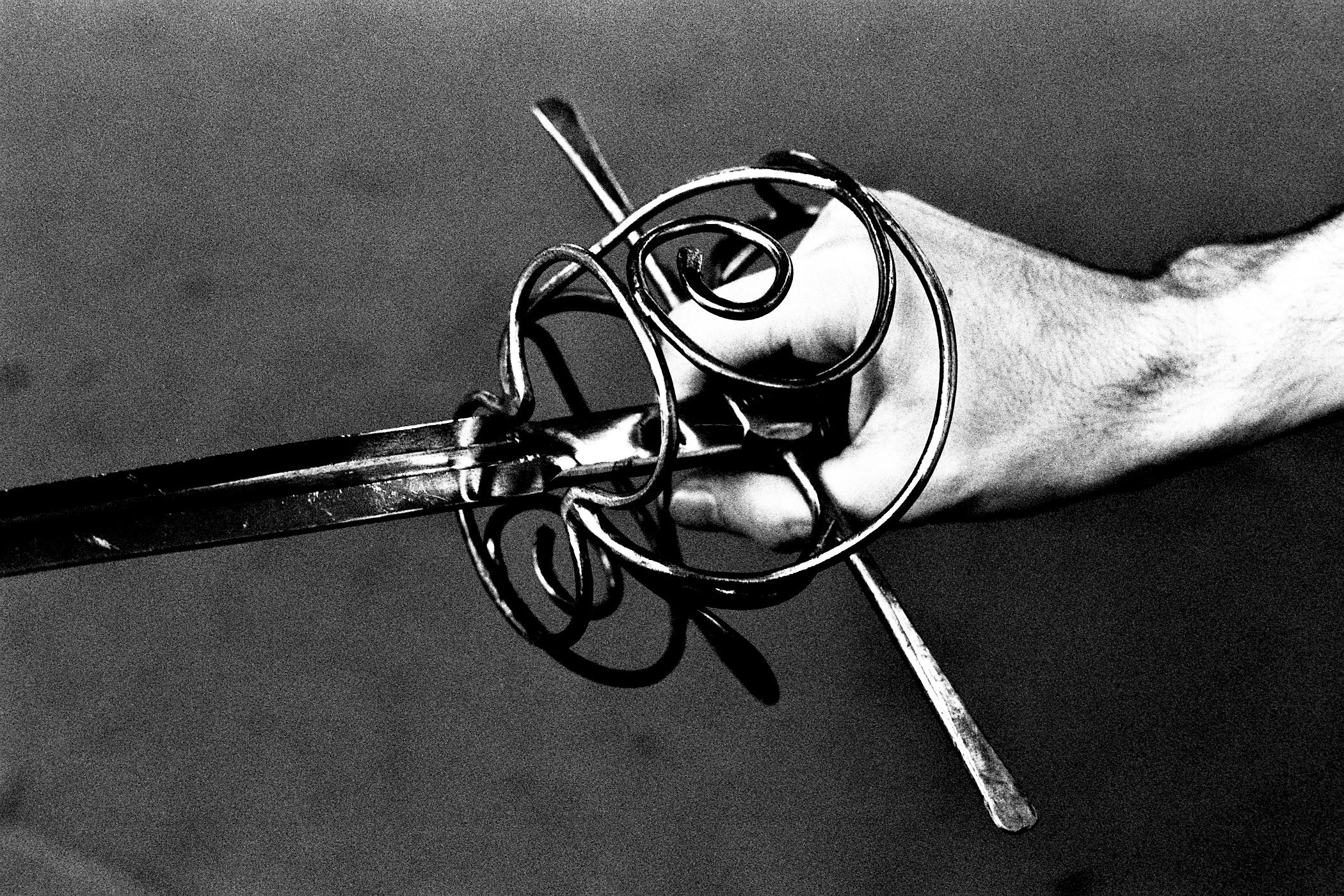
Garde italienne
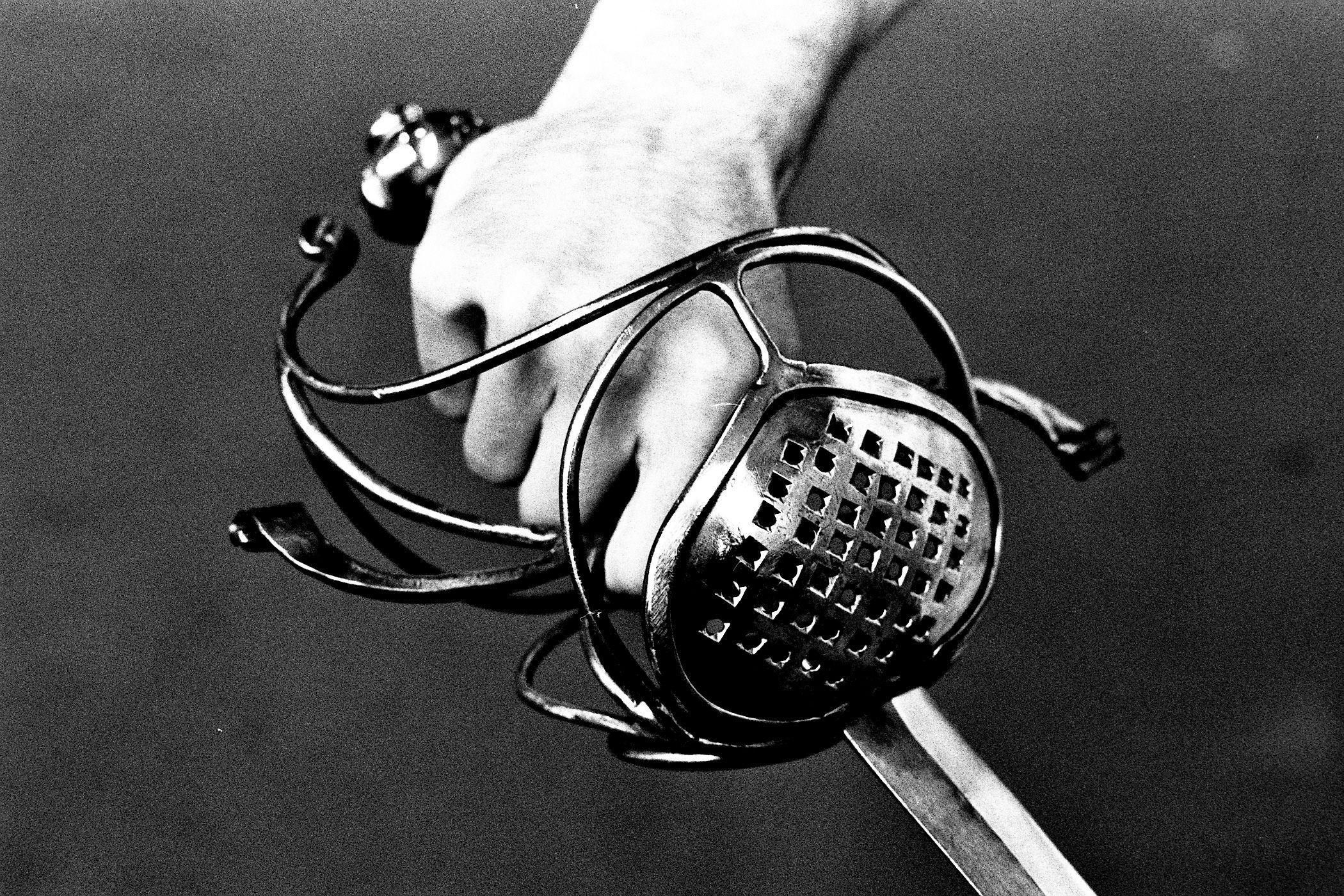
Garde allemande, à la Pappenheim
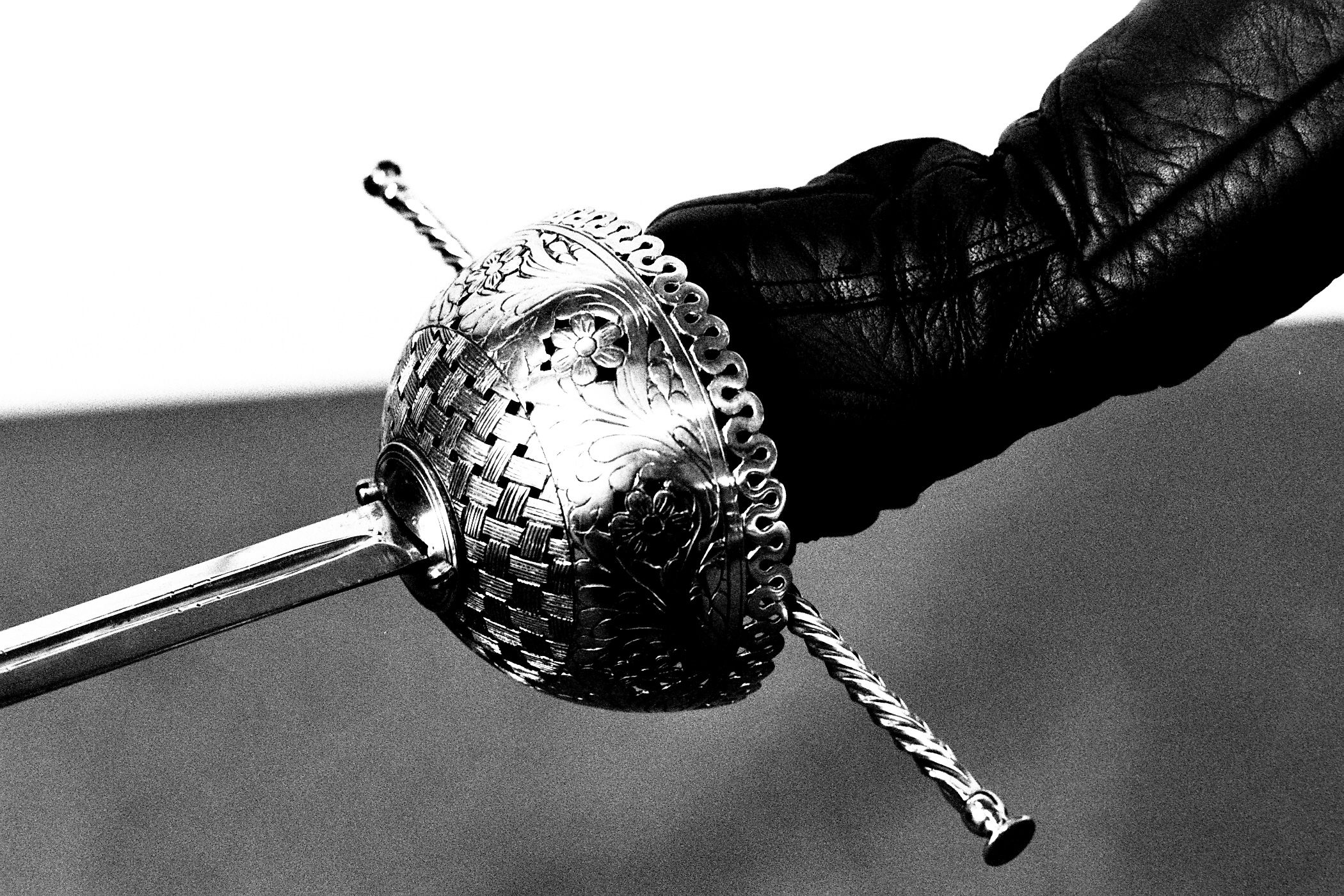
Garde en cloche, façon espagnole

### La fondation des écoles anglaises et françaises sous les règnes d’Henri VIIIet deCharles IX
En Allemagne, et ce dès le XVe siècle, les maîtres d'armes se constituent en guildes, dont la plus connue est celle des Marxbrüder, ou associés de saint Marc de Löwenberg, dont le quartier général situé à Francfort, forme des branches dans plusieurs autres villes. De façon similaire, les épéistes professionnels forment des associations légales en Espagne et dans le nord de l'Italie. En Angleterre, Henri VIII, un amateur d'exercices virils, octroie aux épéistes l'autorisation de former une compagnie imitant l'association mondialement connue des Marxbrüder. Ils se voient ainsi attribuer le lucratif monopole de l'apprentissage de l'art du combat en Angleterre. Les énormes privilèges que le roi confèrera par la suite à la Corporation of Masters of Defence leur permettent de déposer ou d'absorber les maîtres d'armes indépendants, permettant ainsi de donner à la profession un certain degré de respectabilité garanti par les armes du roi. En France, le roi Charles IX autorise en 1567 les maîtres d'armes à se réunir en une association qualifiée d'« Académie des Maîstres en faits d'armes ».

## Le Grand Siècle: la prépondérance française

### Le duel, l’épée de cour

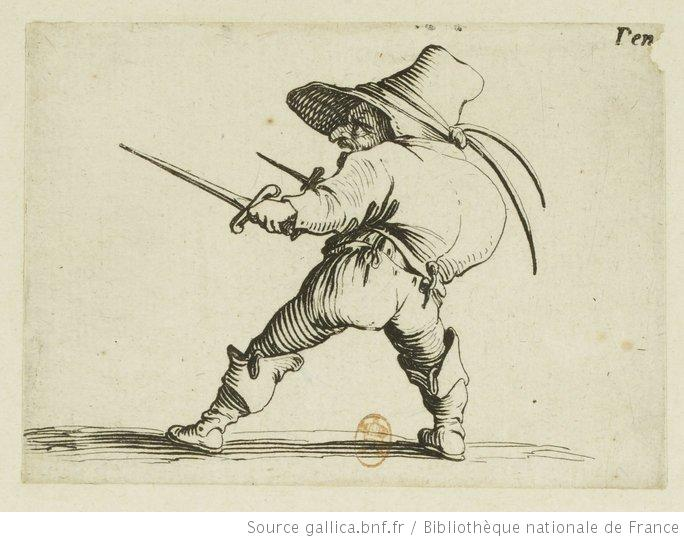
Jacques Callot, « Le duelliste à l'épée et au poignard » (XVIe siècle).

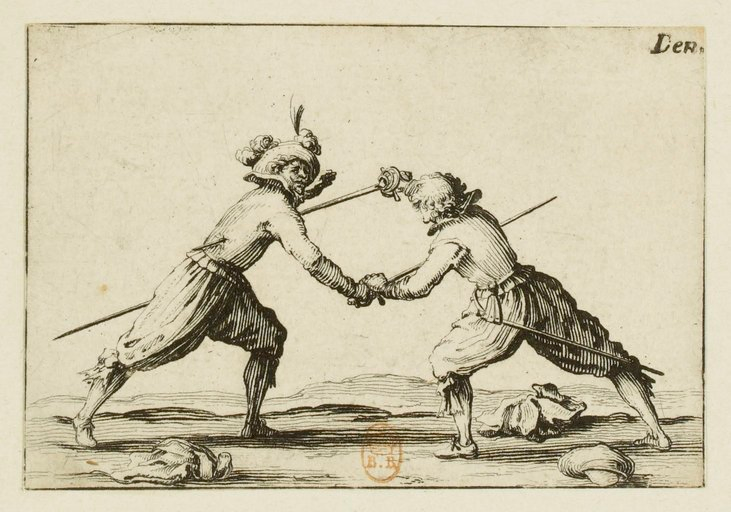
Jacques Callot, « Le duel à l'épée » (XVIe siècle).

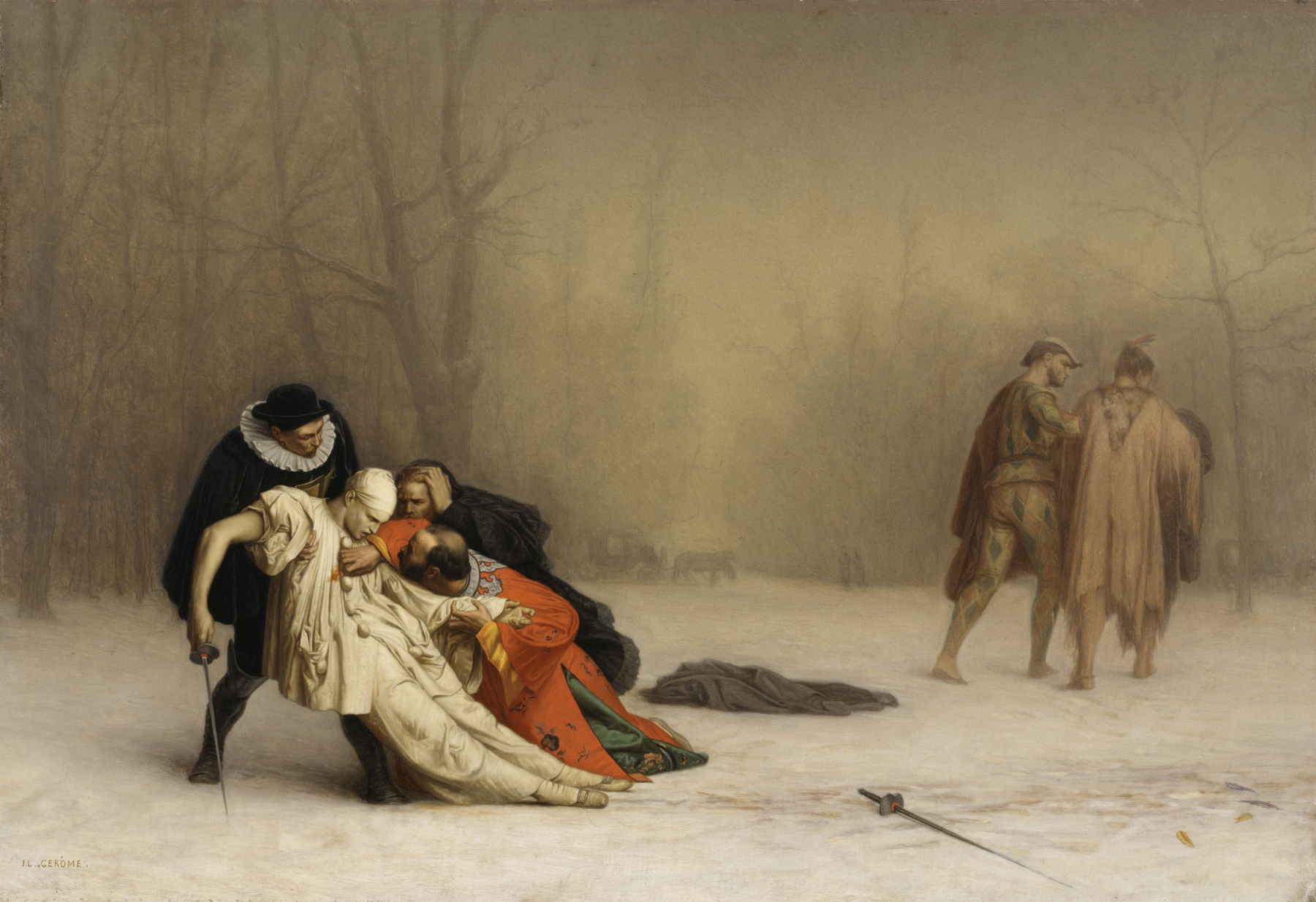
Jean-Léon Gérôme, « Suites d'un bal masqué » (1859).

Le duel au sens moderne était une chose peu commune avant le XVIe siècle. Il apparaît pour la première fois en France, et c'est dans ce pays qu'il aura le plus de succès. Les raisons à cela sont liées à la société française et au caractère national. Pour Buckle, le duel est un développement de la chevalerie, et cette dernière est une des phases de l'esprit protecteur dominant en France jusqu'à la  Révolution. Il faut ajouter un sens aigu de l'honneur, une susceptibilité et une pugnacité qui distinguent la race française. Montaigne écrivait sur ce sujet, : « Mettez trois Français ensemble dans les plaines de Libye, et ils ne resteront pas un mois en compagnie sans s'arracher les yeux les uns les autres ». Le troisième chapitre du traité d'Audiguier sur l’Ancien usage des duels est intitulé : « Pourquoi les seuls Français se battent en duel ». Herbert de Cherbury, ambassadeur anglais à la cour de Louis XIII disait : « Il y a peu de Français dignes d'intérêt qui n'aient tué leur homme au cours d'un duel ». Hallan attribue cette prédilection à la coutume du port d'armes comme partie de la tenue vestimentaire, une mode introduite à la fin du XVe siècle. 
Aux états généraux de 1560 à Orléans, les notables implorent le roi Charles IX de mettre fin aux duels. D'où la fameuse ordonnance de 1566, élaborée par le chancelier Michel de L'Hospital, qui servira de base aux ordonnances successives des rois de France. Sous le règne frivole et sanguinaire de Henri III, « aussi avide d'excitation qu'une femme », la rage des duels se répand comme une épidémie. En 1602 les remontrances conjointes de l’Église et des magistrats exhortent le roi à émettre un édit condamnant à mort le fait de mettre au défi, d'accepter ce défi ou de témoigner au duel. Mais l'opinion publique est révoltée par une telle rigueur, et le décret demeure lettre morte.
Henri IV commence son règne par un édit contre les duels, mais il est réputé pour les favoriser en privé. Lorsque le maréchal de Créquy demande à se retirer pour combattre le don Philippe de Savoie, le roi lui aurait répondu : « Vas, et si je n'étais le roi, j'aurais été ton témoin ». Dans ses Mémoires, Fontenay-Mareuil prétend que deux mille hommes de naissance noble sont tombés au cours de duels entre 1601 et 1609. Entre le début du XVIIe siècle et 1723, pas moins de huit édits royaux vont tenter cependant de réprimer « le crime du duel ». Le règne de Louis XIII marque la renaissance de la manie des duels. Les duellistes s'affrontent de nuit comme de jour, à la lueur de la lune ou des torches, dans les rues et sur les places publiques. Les témoins, déclare Montaigne, ne sont plus des spectateurs mais prennent une part active dans la lutte afin de ne pas être accusés de lâcheté. Il se plaint que les hommes ne se contentent plus d'un seul témoin. « C'était anciennement des duels, ce sont à cette heure rencontres et batailles ». Sous le long règne de Louis XIV, de célèbres duels se produisent, dont les plus remarquables sont celui confrontant le duc de Guise au comte de Coligny, le dernier duel effectué sur la place Royale, ainsi que celui confrontant le duc de Beaufort au duc de Nemours, tous les deux assistés de quatre amis. De ces dix combattants, Nemours et deux autres sont tués sur place, et aucun n'échappe du combat sans blessure. Une ordonnance de 1716 fait du port d'armes un privilège nobiliaire.
Les privilèges de l'Académie des maîtres d'armes sont confirmés par les rois de France, Henry III, Henry IV, Louis XIII et sont augmentés sous Louis XIV. Pour exprimer la haute estime en laquelle il tient la profession de maître d'armes, ce dernier anoblit un certain nombre de maîtres avec des titres héréditaires.
Dans la seconde moitié du XVIIe siècle, à la cour du roi Louis XIV, l'épée se modifie sous l'influence de la tenue vestimentaire. Comme la rapière, longue et effilée, ne convient plus à cette forme d'habillement, la mode introduit la courte et légère épée de cour. Le style français s'impose ainsi en Europe comme auparavant le style italien. D'abord tournée en ridicule, l'épée de cour est rapidement reconnue comme une arme légère idéale permettant d'exécuter des mouvements à la fois offensifs et défensifs tout en exigeant l'usage d'une seule main. Les coups sont uniquement portés avec la pointe et la lame sert à la défense. Ce qui se nomme aujourd'hui escrime émerge tandis que le style français remplace le style italien. Pour minimiser les risques de blessure, des conventions vont réglementer l'escrime à l'épée, ou son homologue d'exercice, le fleuret. La lame de cette dernière, sorte d'épée d'étude et d'entraînement, se termine par un bouton, comme une fleur, d'où le nom de fleuret attribué à cette arme. Les coups valides sont réduits à certaines parties du corps, et au bretteur qui initie l'assaut est accordé un « droit de passage » lui donnant le droit de terminer son mouvement, à moins qu'il ne soit efficacement paré, avant que l'adversaire ne puisse riposter.
L'escrime est pratiquée à l'origine sans aucune protection pour le visage. Les masques grillagés seront inventés en 1780 par un célèbre maître d'armes, La Boëssière, et ne seront utilisés communément que beaucoup plus tard. Par conséquent, afin d'éviter des accidents dangereux au visage, l'étiquette rigoureuse de la salle d'escrime établissait depuis fort longtemps le fait de garder la pointe basse. Au XVIIe siècle, un aristocrate écossais, coupable de l'assassinat d'un maître d'armes en représailles d'un éborgnage au cours d'un duel d'escrime, plaide au cours de son procès que la coutume veut qu'on « épargne le visage ». Pour une plus grande sécurité, la convention estime que seuls les coups à la poitrine comptent lors d'un combat. De fait, le maniement de l'épée devient impraticable et perd de sa valeur en tant qu'entraînement à la guerre ou au duel. Curieusement, quand le port du masque devient une pratique générale, et à la suite de l'invention du fleuret, la pratique de l'escrime devient encore plus conventionnelle.

## Le Siècle des Lumières et la Révolution

### Vertus éducatives de l'escrime

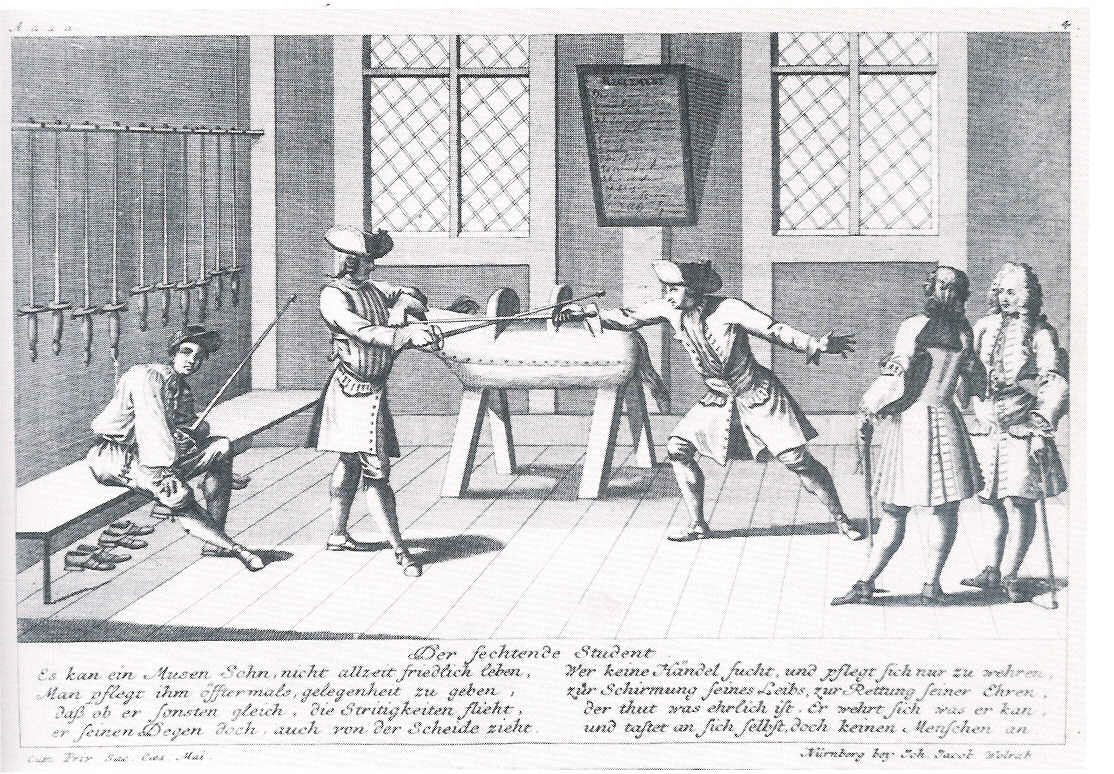
Salle d'armes de l'université de Nuremberg en 1725.

Au XVIIIe siècle, l'escrime tient une place importante dans l'éducation de la noblesse. Elle fait partie, avec la danse et l'équitation, des arts permettant de fortifier le corps, et, à l'instar de la chasse, de préparer à la guerre. L'École royale militaire (1751-1777), ainsi que les collèges militaires donnent au maniement des armes une place de choix dans l'entrainement militaire. Dès le jeune âge, les enfants de la noblesse parlementaire portent l'épée et apprennent à l'utiliser. Dans l'armée, les hommes de troupe pratiquent également l'escrime, sous la direction d'un maître d'armes. En 1788, les membres parisiens de la corporation des maîtres d'armes fondent l'École royale d'armes. Mais la loi du 17 mars 1791 met fin à toutes les corporations, dont celle des maîtres d'armes. Sous le Premier Empire, la pratique de l'escrime est largement répandue dans l'armée, où chaque régiment a son maître d'armes. Facultative en 1815, l'escrime est de nouveau obligatoire dans l'armée en 1824, puis redevient facultative en 1834. Sous la Restauration, la liberté d'installation permet à de nombreux vétérans de l'armée d'ouvrir leur propre salle d'escrime. L'escrime jouit d'un certain prestige dans la société de l'époque. Des écrivains, comme Alexandre Dumas ou Théophile Gautier viennent prendre des leçons auprès d'un maître parisien. La capitale offre également des salles mises à la disposition des amateurs, où des assauts publics sont parfois organisés.

## DuXIXesiècleà 1914: la «transition sportive» de l’escrime

### Les duels dans les corporations d'étudiants

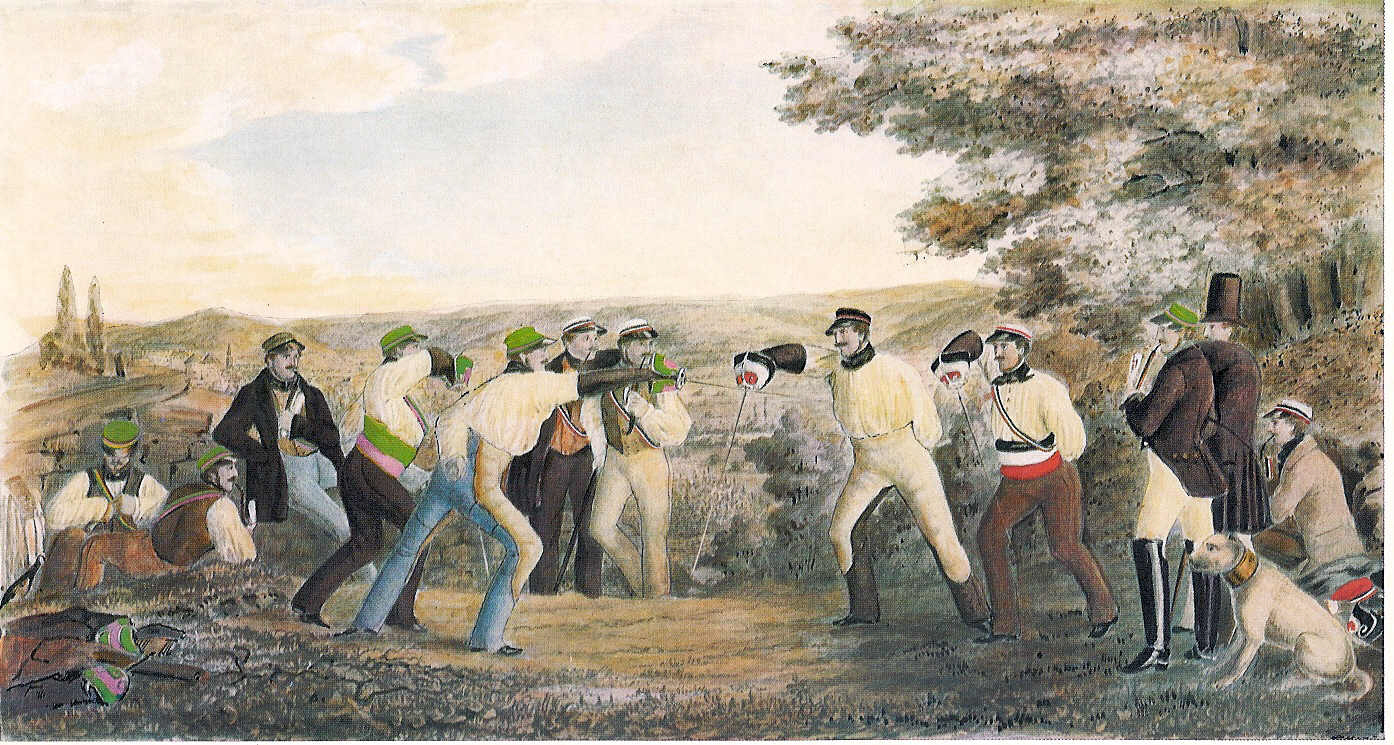
Mensur en 1831 à Tübingen. La position de garde dépeinte est prime, qui est la première position prise par la main dégainant l'arme. La garde en sixte est une innovation liée au développement de l'escrime sportive.

Au cours du XIXe siècle, la pratique de la Mensur connait dans les universités allemandes une évolution remarquable. Ces duels s'effectuent par convention entre membres de différentes corporations. Ils s'effectuent soit au dehors, soit dans une taverne ou une maison d'étudiant. Les combattants sont protégés par un masque grillagé ou de cuir, une bande autour du cou,  des gants de cuir et des lunettes spéciales. Il est interdit de jouter d'estoc, et la tradition recommande de frapper de taille. À partir des années 1850, le duel constitue de plus en plus sa propre fin. Les corporations se tiennent rendez-vous dans un endroit convenu, et il est rare que cette réunion n'ait pas une issue sanglante. Un arrêt de 1883 met fin pénalement à la Mensur entre étudiants, mais l'empereur Guillaume Ier encourage cette pratique ouvertement. Ainsi, bien que le duel soit interdit, plusieurs officiers sont dégradés pour avoir refusé de se battre. Au début du siècle, plusieurs associations d'étudiants s'élèvent contre la pratique du duel, et la Mensur perd peu à peu le caractère sanglant de ses débuts.

### Création de la Société d'encouragement à l'escrime, premiers jeux Olympiques

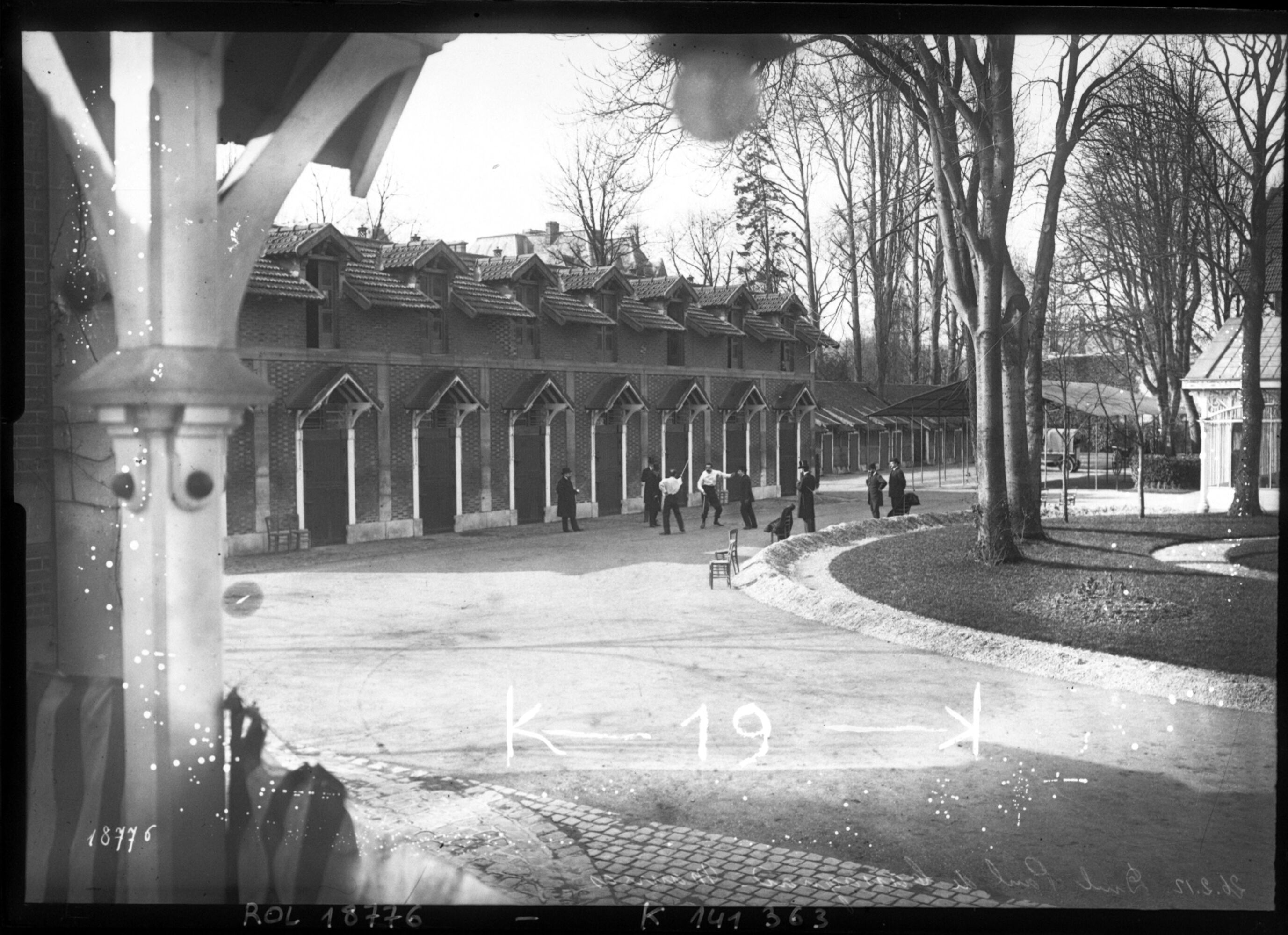
Duel à l'épée entre Paul de Cassagnac et Charles Maurras à Neuilly (1912).

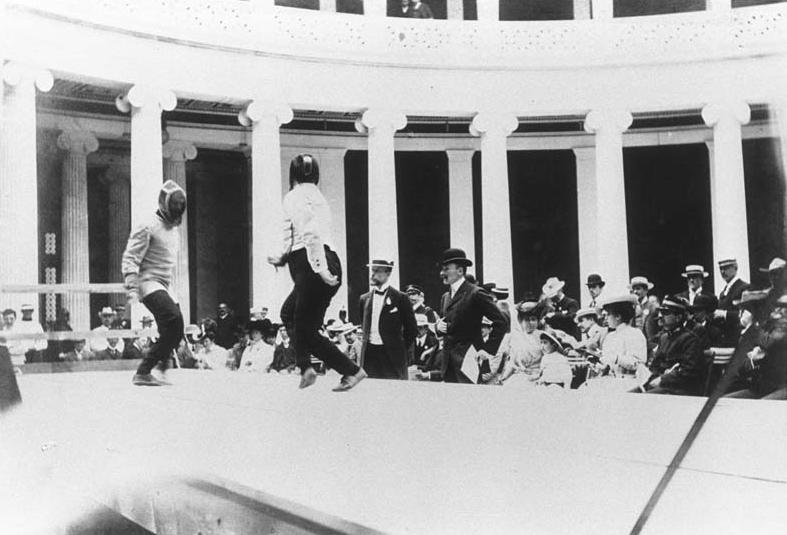
Un match d'escrime aux Jeux olympiques d'été de 1896 à Athènes.

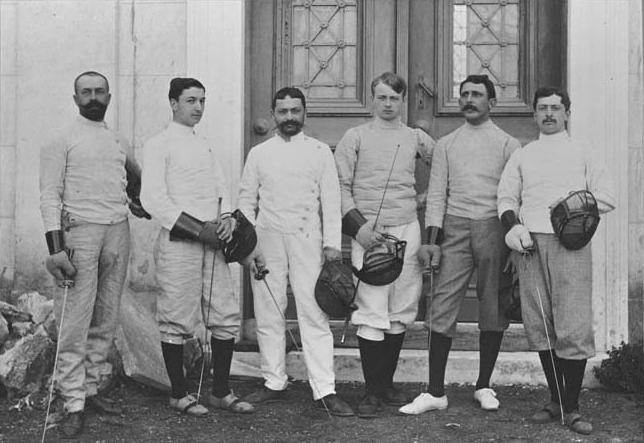
L'équipe française de 1896.

L'escrime connait un regain de faveur à la fin du second Empire et surtout après 1870. En 1869, Napoléon III réinstaure l'instruction obligatoire de l'escrime aux soldats. En 1877, un règlement complet prévoit de rendre l'escrime à l'épée obligatoire dans la cavalerie et l'infanterie, et l'escrime au sabre obligatoire dans la cavalerie et facultative dans l'infanterie. Les années 1880 marquent aussi le retour des duels dans la société. La revue Escrime française mentionne de nombreux duels entre députés et journalistes. En 1882, est fondée la Société d'encouragement à l'escrime. Les salles d'armes fleurissent à Paris et en province, et les maîtres d'armes convertissent leurs salles en « cercles d'escrime » avec une véritable organisation. La pratique de l'escrime apparaît comme une œuvre patriotique permettant de régénérer la nation par son éducation virile. Elle constitue, face au puissant voisin allemand, un moyen de réveiller l'héroïsme et d'afficher la supériorité morale de la nation. De plus, c'est la discipline française par excellence. Elle développe des qualités physiques, morales et intellectuelles qui participe à la formation de la jeunesse française.
La complexité de l'escrime au fleuret pratiquée dans les conditions idéales de la salle d'armes, produit un art d'un intérêt remarquable. Cependant les nécessités toujours actuelles du combat en duel font peu de cas de ce jeu d'école. L’épée, longtemps délaissée au profit du fleuret dans les salles d'armes, retrouve un regain d'intérêt chez les nobles et la haute bourgeoisie à la fin du XIXe siècle. L'épée était une arme de duel réglementaire et était utilisée sans conventions. L'épée de salle devient alors une arme régulière de compétition, et est utilisée sans limitations de règles hormis le port de vêtements de protection, se rapprochant ainsi des conditions réelles du duel. Cependant le maniement des armes est d'abord un moyen de se défendre, et les multiples manuels sur le duel publiés après 1870 sont l'émanation directe des cercles d'escrime. Dans les salles d'armes, à côté des amateurs qui se livrent à l'assaut au fleuret, le maître d'armes met en condition celui qui doit régler un duel à l'épée. Néanmoins l'apprentissage de l'épée vise à protéger aussi bien le duelliste que son adversaire. Le but n'est pas de tuer mais de mettre son adversaire hors de combat.
L'escrime devient un sport de compétition à la fin du XIXe siècle. Vers 1890, on commence à parler d'escrime sportive. En avril 1891, un assaut au fleuret entre Louis Mérignac et Eugénio Pini est remporté par le Français qui est alors surnommé le « Grand Patron ». En 1895, le journal l'Escrime Française organise un tournoi entre quatre Italiens et quatre Français. L'escrime masculine devient une épreuve des Jeux olympiques en 1896. L’Amateur Fencing Association est créée en 1902 en Grande-Bretagne, puis la Fédération des Salles d'Armes et Sociétés d'Escrime en France en 1906. Lors des jeux de 1912, la France et l'Italie refusent de participer aux épreuves à la suite d'un désaccord sur le règlement. En conséquence, la Fédération Internationale d'Escrime est fondée en 1913. Elle devient l'organe directeur de l'escrime internationale pour les amateurs, à la fois aux Jeux olympiques et lors des championnats du monde,.

### L’apparition du sabre et l'essor de l’école hongroise

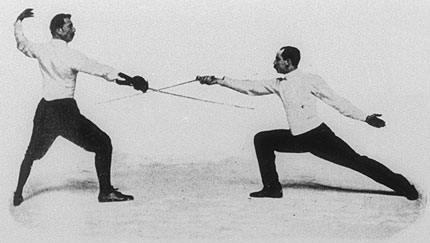
Italo Santelli (à gauche) tirant au fleuret contre le français Jean-Baptiste Mimiague aux Jeux olympiques de 1900.

À la fin du XVIIIe siècle, les Hongrois introduisent le sabre incurvé, le descendant du cimeterre, pour l'usage de la cavalerie.  Cette arme est rapidement adoptée par les autres armées européennes. Le sabre lourd (et son homologue, le sabre d'abordage) est utilisé par les écoles d'escrime jusqu'à la fin du XIXe siècle. Dans le dernier quart du XIXe siècle, les Italiens introduisent un sabre léger qui est universellement adopté comme une arme d'escrime et de duel. Le développement du sabre moderne à lame fine est l'œuvre du maître milanais Giuseppe Radaelli. Instructeur des troupes montées, il est exclusivement concerné par l'usage militaire du sabre. Il cherche alors à développer une technique de sabre dans laquelle le coup joue le rôle principal et entraine une action précise, rapide et efficace. Le principe fondamental de sa technique est de maintenir le bras dans une attitude stable et équilibrée, dont le mouvement principal, effectuée par l'avant-bras, permette des coups et parades adroites et rapides, et une lame dirigée correctement. Un héritier de Radaelli, Luigi Barbasetti, quitte l'Italie en 1894 pour fonder sa propre académie d'escrime, l'École centrale d'escrime austro-hongroise à Vienne. Il est ensuite nommé maître d'armes à l'École militaire austro-hongroise à Wiener-Neustadt.
L'école hongroise d'escrime est une école essentiellement dédiée au sabre. Développé au milieu du XIXe siècle par le maître Joseph Keresztessy, ce style exige de courts mouvements circulaires de la part du poignet à la fois lors des coups et des parades. L'école hongroise est perfectionnée par le maître italien Italo Santelli, invité par le gouvernement hongrois à entrainer l'équipe nationale à Budapest. L'école hongroise améliore l'école italienne en utilisant les doigts pour contrôler les coups et les mouvements de la lame, permettant ainsi une souplesse du poignet et un minimum de mouvements du bras. Cette technique s’avérera plus efficace que l'école italienne dans les compétitions internationales pendant plus d'un demi-siècle. Dans la seconde moitié du XXe siècle, l'Union soviétique, la Pologne et les pays d'Europe de l'est vont dominer les tournois internationaux de sabre aux côtés de la Hongrie.

## L’escrime aujourd’hui

### Arts martiaux historiques européens - l'escrime historique
Les Arts Martiaux Historiques Européens (AMHE) correspondent à une démarche entreprise depuis les années 1990 tendant à redécouvrir les techniques de combat utilisées dans l'histoire européenne.  La méthode d'étude se fonde à la fois sur des sources historiques (traités d'époque et autres documents) ainsi que sur une reconstitution sécurisée armes à la main. Les AHME limitent leur champ d'étude d'un point de vue des techniques (armes blanches, éventuellement mains nues), périodes (des origines à 1914), et géographie (Europe) visées. L'expression "Arts Martiaux Historiques Européens" est en général préférée à celle d'escrime ancienne du fait d'une confusion ayant existé avec l'escrime artistique, qui elle est destinée au spectacle. On parle aussi parfois d'escrime historique, mais les AMHE ne sont pas limités à l'escrime, car ils abordent également la lutte ainsi que le combat aux armes d'hast.